# Al-Muhallab ibn Abi Sufra
Al-Muhallab ibn Abi Sufra (in arabo ﺍﻟﻤﻬﻠﺐ ﺑﻦ ﺍﺑﻲ ﺻﻔﺮة‎?; Dibba Al-Fujairah, 632 – Marw al-Rudh, 702) capo della tribù araba degli Azd, fu un militare di grandi capacità cui arrise spesso il successo durante il periodo in cui fu Califfo a Damasco l'omayyade 'Abd al-Malik (reg. 685-705).

## Biografia
Verso la fine del califfato di Muʿāwiya b. Abī Sufyān (661-680), al-Muhallab b. Abī Ṣufra emigrò con la sua gente dall'Oman a Basra, andando a rafforzare le file dell'esercito di Muṣʿab b. al-Zubayr, fratello di ʿAbd Allāh b. al-Zubayr, per il quale agiva nella zona in veste di Wali di Basra. 
Nominato governatore zubayride in Fārs, combatté strenuamente contro i kharigiti della corrente degli Azariqa e contro al-Mukhtār b. Abī ʿUbayd, nella battaglia di Ḥarūrāʾ (686), in veste di comandante dell'ala destra dell'esercito di Muṣʿab.
Dopo la schiacciante vittoria omayyade contro gli zubayridi nella battaglia di Dayr al-Jathaliq, nell'ottobre 691 (71 E.) e la conseguente restaurazione del dominio califfale sulla Mesopotamia, al-Muhallab cambiò scaltramente schieramento, tornando dalla parte di ʿAbd al-Malik, che gli offrì in segno di compiacimento e di favore l'incarico di riscuotere il kharāj e le imposte extracoraniche in Khuzistan.
Nel 694/74 il califfo lo inviò alla testa di un imponente esercito a combattere contro gli Azāriqa del Fārs e del Kirmān, guidati da Nafi' b. al-Azraq e poi da Qatari b. al-Fujaʿa, affidandogli l'importante compito di portare a termine la restaurazione del potere omayyade. Dopo il successo contro i kharigiti azraqiti, si ritirò con le sue truppe in Khurāsān.
Al-Muhallab ibn Abī Ṣufra viene anche ricordato dalla storiografia in quanto capostipite dei “Muhallabiti”.